# トーモク
株式会社トーモク（英文社名 Tomoku Co.,Ltd.）は、日本の段ボール・紙器製造業者。

## 主要事業所
- 本社 - 東京都千代田区丸の内2丁目2-2（丸の内三井ビル）
- 中央研究所 - 埼玉県さいたま市岩槻区
- 生産拠点
  - 館林工場 - 群馬県館林市
  - 岩槻工場 - 埼玉県さいたま市岩槻区
  - 厚木工場 - 神奈川県厚木市
  - 長野工場 - 長野県茅野市
  - 札幌工場 - 北海道小樽市
  - 大阪工場 - 大阪府門真市
  - 神戸工場 ‐ 兵庫県神戸市西区
  - 小牧工場 - 愛知県小牧市
  - 九州工場 - 佐賀県三養基郡基山町
  - 清水工場 - 静岡県静岡市清水区
  - 浜松工場 - 静岡県浜松市中央区
  - 青森工場 - 青森県青森市
  - 新潟工場 - 新潟県北蒲原郡聖籠町
  - 山形工場 - 山形県山形市
  - 仙台工場 - 宮城県岩沼市
  - トモプレスト工場 - 群馬県邑楽郡明和町
  - 千葉紙器工場 - 千葉県長生郡長南町

## 沿革
- 1940年（昭和15年）12月 - 北海製凾乾燥株式會社として設立。
- 1949年（昭和24年）5月27日 - 東洋木材企業株式会社に商号変更。缶詰用外装木箱製造販売の事業開始。
- 1956年（昭和31年）1月 - 小樽紙器工場操業開始、段ボール箱製造販売を開始。
- 1971年（昭和46年）1月 - 株式会社トーモクに商号改称。
- 1974年（昭和49年）4月 - 東証2部、札幌証券取引所に上場。
- 1981年（昭和56年）2月 - 東証1部に指定替え。
- 1984年（昭和59年）2月 - 株式会社スウェーデンハウスを設立。
- 1987年（昭和62年）11月 - 東京都に本社を移転
- 1998年（平成10年）4月 - 株式会社協進社より紙器事業を譲り受け、千葉紙器工場を開設。
- 2000年（平成12年）5月 - 仙台紙器工業株式会社（連結子会社）の株式を追加取得し子会社化。
- 2003年（平成15年）1月 - 日榮紙工株式会社に資本参加。
- 2004年（平成16年）3月 - 日清紙工（連結子会社、現・トーシンパッケージ）を買収。
- 2006年（平成18年）
  - 1月 - 横浜工場閉鎖、厚木工場開設。株式会社太田ダンボールを設立。
  - 2月 - 北洋交易株式会社の商事事業・保険代理店事業を株式会社ホクヨーに事業譲渡。
  - 3月 - 北洋交易をスウェーデンハウスが子会社化する。
- 2009年（平成21年）- スウェーデンハウスと北洋交易の間で事業再編（スウェーデンヒルズ事業をスウェーデンハウスに吸収合併）。
- 2013年（平成25年）- スウェーデンハウスを完全子会社化。
- 2015年（平成27年）- 神戸工場開設。
- 2016年（平成28年）- 長野工場開設。

## 関連事業
子会社のスウェーデンハウスが木造組立住宅の設計・施工・販売を行っており、使用する部材はスウェーデンにある系列会社トーモクヒュースABが製造している。グループ全体で見れば一貫製造販売である。